# ケイ素燃焼過程
ケイ素燃焼過程（ケイそねんしょうかてい、英: silicon burning process) は太陽の8-11倍以上の質量を持つ大質量星で起きる核融合過程である。ケイ素燃焼過程はわずか2週間の過程である。ケイ素の燃焼は燃料を使い果たした恒星の終末プロセスであり、恒星がヘルツシュプルング・ラッセル図における主系列(main sequence)である長い期間の終わりである。ケイ素の燃焼はコアの温度が2.7–3.5×109 K であることが必要になる。正確な温度は質量に依存する。ケイ素の燃焼が終了した恒星は爆発を起こし、II型の超新星となる。

## アルファ反応による核融合過程
太陽の約3倍以下の質量の恒星は水素をヘリウムに変換した時点で燃料を使い切ってしまう。太陽の3倍以上8倍以下の質量の恒星はヘリウムをさらに「燃焼」させて炭素を作ることができる。そのような恒星はヘリウムを使い切ると炭素のコアを残して一生を終える。太陽の8-11倍以上の質量を持つ恒星はその質量による高い重力ポテンシャルにより炭素をも燃焼させることができる。大質量星の収縮により、コアは6×108 Kを超え、以下の反応による炭素燃焼が始まる。
{\displaystyle {\ce {^{12}C\ \ +{}^{4}He->{}^{16}O}}}
{\displaystyle {\ce {^{16}O\ \ +{}^{4}He->{}^{20}Ne}}}
{\displaystyle {\ce {^{20}Ne\ + {}^{4}He -> {}^{24}Mg}}}
大質量星がコア中の炭素を燃焼し尽くすと、コアは収縮して高温になり、ネオン、酸素、マグネシウムの燃焼が始まる。
{\displaystyle {\ce {^{24}Mg\ + {}^{4}He -> {}^{28}Si}}}
コアから硫黄とケイ素以外の元素がなくなると更なる収縮が始まり、ケイ素の燃焼が始まる温度、2.7–3.5×109 K までに達する。ケイ素の燃焼はヘリウムの原子核を捕獲するアルファ反応によって進行し、連鎖的に新しい元素が作られる。
{\displaystyle {\ce {^{28}Si\ + {}^{4}He -> {}^{32}S}}}
{\displaystyle {\ce {^{32}S\ \ +{}^{4}He->{}^{36}Ar}}}
{\displaystyle {\ce {^{36}Ar\ + {}^{4}He -> {}^{40}Ca}}}
{\displaystyle {\ce {^{40}Ca\ + {}^{4}He -> {}^{44}Ti}}}
{\displaystyle {\ce {^{44}Ti\ + {}^{4}He -> {}^{48}Cr}}}
{\displaystyle {\ce {^{48}Cr\ + {}^{4}He -> {}^{52}Fe}}}
{\displaystyle {\ce {^{52}Fe\ + {}^{4}He -> {}^{56}Ni}}}
一連のケイ素燃焼プロセスは約1日で終了し、ニッケル56を生成して停止する。ニッケル56(陽子28個)は半減期6.02 日でβ+崩壊を起こしてコバルト56(陽子27個)に崩壊する。コバルト56は半減期77.3 日でβ+崩壊を起こして鉄56(陽子26個)に崩壊する。しかし、大質量星ではニッケル56が崩壊するための時間は数分しかない。アルファ反応における全ての元素の中で56個の核子を持つ原子核は核子あたりの質量が最小であり、これ以上質量をエネルギーに変換することができなくなる。鉄56よりも鉄58とニッケル62はわずかに核子あたりの質量が小さいものの、アルファ反応の次のステップである亜鉛60はわずかに核子あたりの質量が大きいために事実上エネルギーは使用し尽くされている。
核燃料を使い尽くした恒星は数分のうちに収縮を始める。コアの温度、圧力が上昇するが、新しいエネルギー源がないために収縮は急速に加速し、数秒で重力崩壊を起こす。

## 結合エネルギー
下の図は種々の元素の原子核の結合エネルギーを表している。結合エネルギーの値の増加は2通りに解釈できる
- 核から核子を取り除くために必要なエネルギー
- 核に核子を加えたときに放出されるエネルギー

図に示されるとおり、水素のような軽元素は核融合の過程で多くのエネルギーを放出する（結合エネルギーが大きく上昇する）。一方で、ウランのような重元素は核分裂のように核子が除かれたときにエネルギーを放出する。
恒星では、ヘリウムの原子核（アルファ粒子）を加えることで重い原子核が高速な原子核合成される。58と62の核子の原子核が最も低い結合エネルギーを持つために、ニッケル56（14個のα粒子）にヘリウムを融合させて亜鉛60（15個のα粒子）を合成する過程は吸熱過程になる。このため、ニッケル56は恒星のコアで生成される最終生成物となる。鉄隕石や惑星のコア中に鉄56が多く見つかる理由は、こうしてできたニッケル56が崩壊により鉄56を生成するためである。